# Matt Gaetz
Matthew Louis Gaetz II (/ˈɡeɪts/; * 7. května 1982, Hollywood, Florida) je americký právník a republikánský politik, v letech 2017 až 2024 člen Sněmovny reprezentantů za 1. volební okrsek státu Florida. Jeho otec Matthew Louis Gaetz I je rovněž politik, člen floridského senátu.
Politicky aktivní byl Gaetz od roku 2010, kdy zastupoval na Floridě 4. volební okrsek, který mj. zahrnoval floridský okres Okaloosa, v letech 2016, 2018 a 2020 byl do sněmovny reprezentantů znovuzvolen s relativně velkým rozdílem oproti jeho soupeřům. Část Floridy, kterou ve sněmovně reprezentuje, zahrnuje floridské okresy Pensacola, Destin, Navarre a město Fort Walton Beach.
Ve sněmovně reprezentantů se za posledních čtyři roky etabloval jako silný podporovatel bývalého a v současnosti znovuzvoleného prezidenta Donalda Trumpa. Sám sebe charakterizuje jako libertariánského populistu. Deník Times of Israel jej označuje za krajně pravicovou postavu blízkou Donaldu Trumpovi.
Gaetz je taktéž členem několika politických výborů, např. pro ozbrojené složky, taktické vzdušné a pozemní síly, rozpočet, právních výborů týkajících se patentů a regulační reformy, a též dvou zvláštních výborů (Freedom Caucus a Republican Study Committee).
Gaetzovy politické postoje víceméně souznějí s pravicovými republikány. V roce 2016–2017 byl pro zákon snižující daně korporacím (Tax Cuts and Jobs Act of 2017), převážně popírá globální oteplování, je jedním z největších proponentů druhého dodatku Ústavy USA a Národní střelecké asociace, naopak se staví proti „cestě k získání občanství“ u tzv. nelegálních imigrantů, jednotnému zdravotnímu pojištění pro všechny (H4A) a možnosti adopce dětí pro páry stejného pohlaví.
13. listopadu roku 2024 jej zvolený prezident Donald Trump navrhl na funkci generálního prokurátora, která fakticky odpovídá ministru spravedlnosti. V ten stejný den se Gaetz vzdal svého mandátu poslance Sněmovny reprezentantů USA. Jeho nominace na významný post narazila na údiv a zčásti na odpor, včetně několika republikánských senátorů. Proto Gaetz od své kandidatury dne 21. listopadu ustoupil.